# Цыренов, Баяр Чагдаржапович
Баяр Чагдаржапович Цыренов (5 марта 1987, с. Боргой, Джидинский район, Бурятская АССР, РСФСР, СССР) — российский борец вольного стиля и тренер. Мастер спорта России международного класса. Призёр чемпионата России.

## Спортивная карьера
В июле 2009 года в Казани стал бронзовым призёром чемпионата России. В сентябре 2015 года в Кемерово, победив в финале Виктора Рассадина из Якутии, стал победителем международного турнира «Шахтерская слава». 
2 октября 2016 года в Якутске, уступив в финале Егору Пономарёв из Якутии, стал серебряным призёром международного турнир памяти Дмитрия Коркина. 
В сентябре 2017 года в Кемерово стал бронзовым призёром международного турнира «Шахтерская слава». 
10 марта 2018 года в Улан-Удэ, взяв верх в финале над Эдуардом Григорьевым, выиграл международный турнир на призы Главы Бурятии. 
24 июля 2018 года ему было присвоено звание мастер спорта России международного класса. 
В январе 2019 года в Красноярске участвовал на Открытом Всероссийском турнире на призы Академии Дмитрия Миндиашвили.

## Личная жизнь
Родился в селе Боргой Джидинского района. В 2009 году окончил Бурятский государственный университет по специальности «Физическая культура и спорт».

## Спортивные результаты
- Чемпионат России по вольной борьбе 2009 — ;